# Volkswagen Santana
Volkswagen Santana — седан, збудований на основі другого покоління Volkswagen Passat (B2). Він вперше був представлений в 1981 році і залишався у виробництві (в Китаї) до 2012 року, після чого замінений зовсім іншою моделлю під цим же іменем. Використання позачення "Santana", а не "Passat" перегукується з використанням різних імен для версії седан Polo (Derby) і Golf (Jetta).
У Північній Америці, він був також відомий як Volkswagen Quantum. У Мексиці, він був названий Volkswagen Corsar, а в Аргентині він продавався як Volkswagen Carat. У Бразилії та інших країнах Південної Америки він був відомий як Santana, в той час як універсал Passat B2 Variant продавався як Volkswagen Quantum. В Європі, продажі під назвою Santana припинилися в 1985 (за винятком Іспанії, де позначення Santana було збережено), і автомобіль почав продаватися як Passat. Європейське виробництво закінчилося в 1988 році.

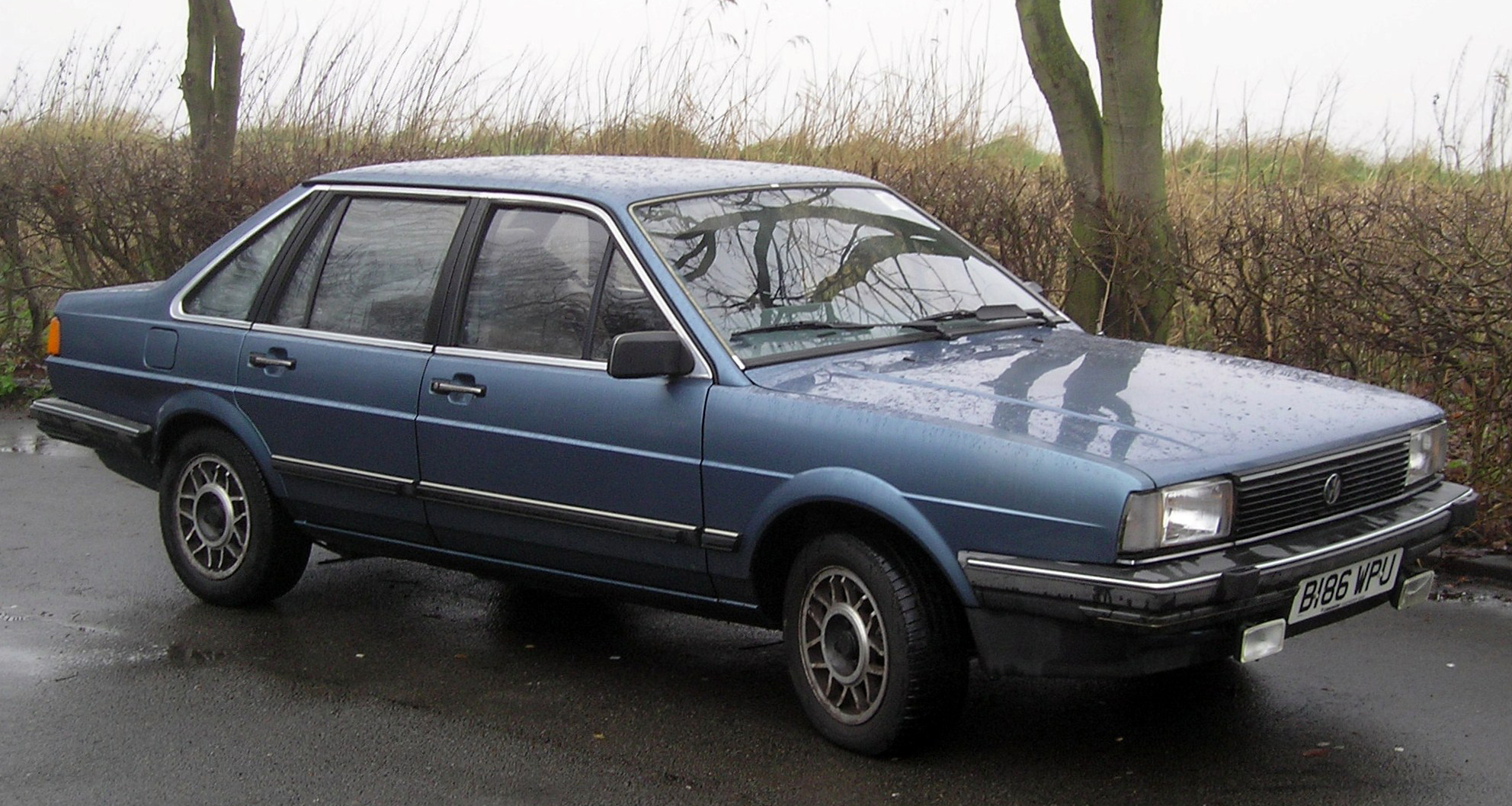
Volkswagen Santana
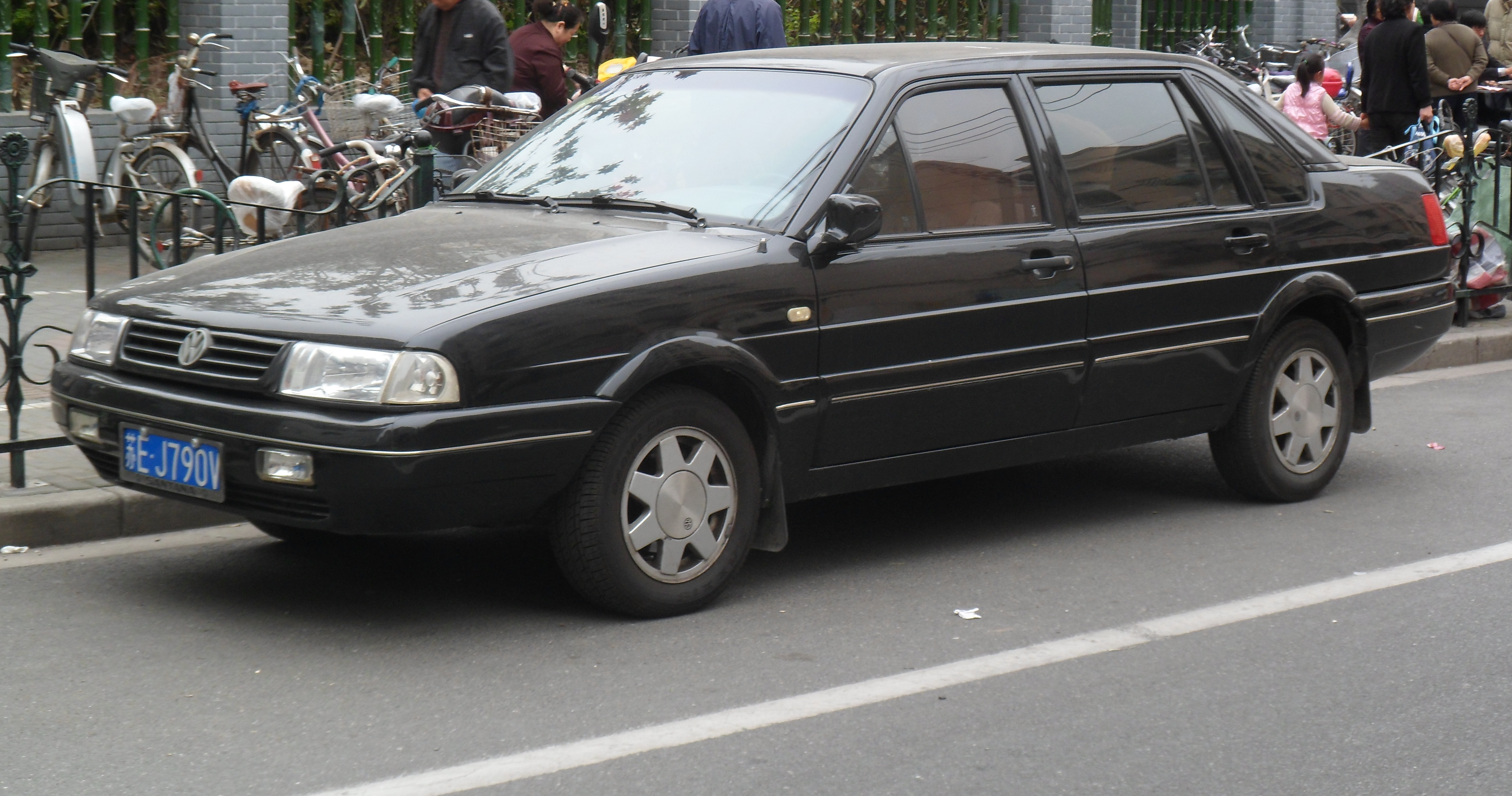
Volkswagen Santana 2000
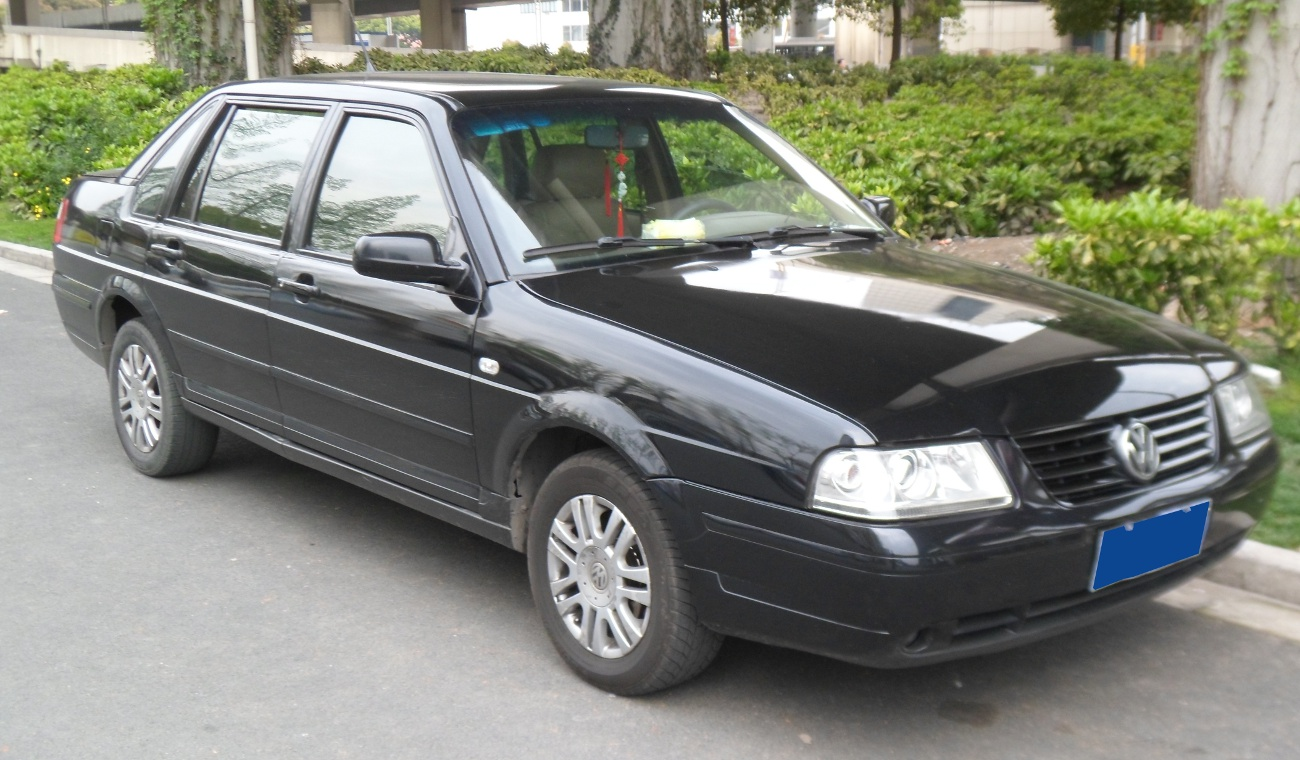
Volkswagen Santana 3000

### Двигуни
- 1.6 L EA113 I4
- 1.8 L EA113 I4
- 2.0 L EA113 I4

## Volkswagen Santana (A05; з 2012)

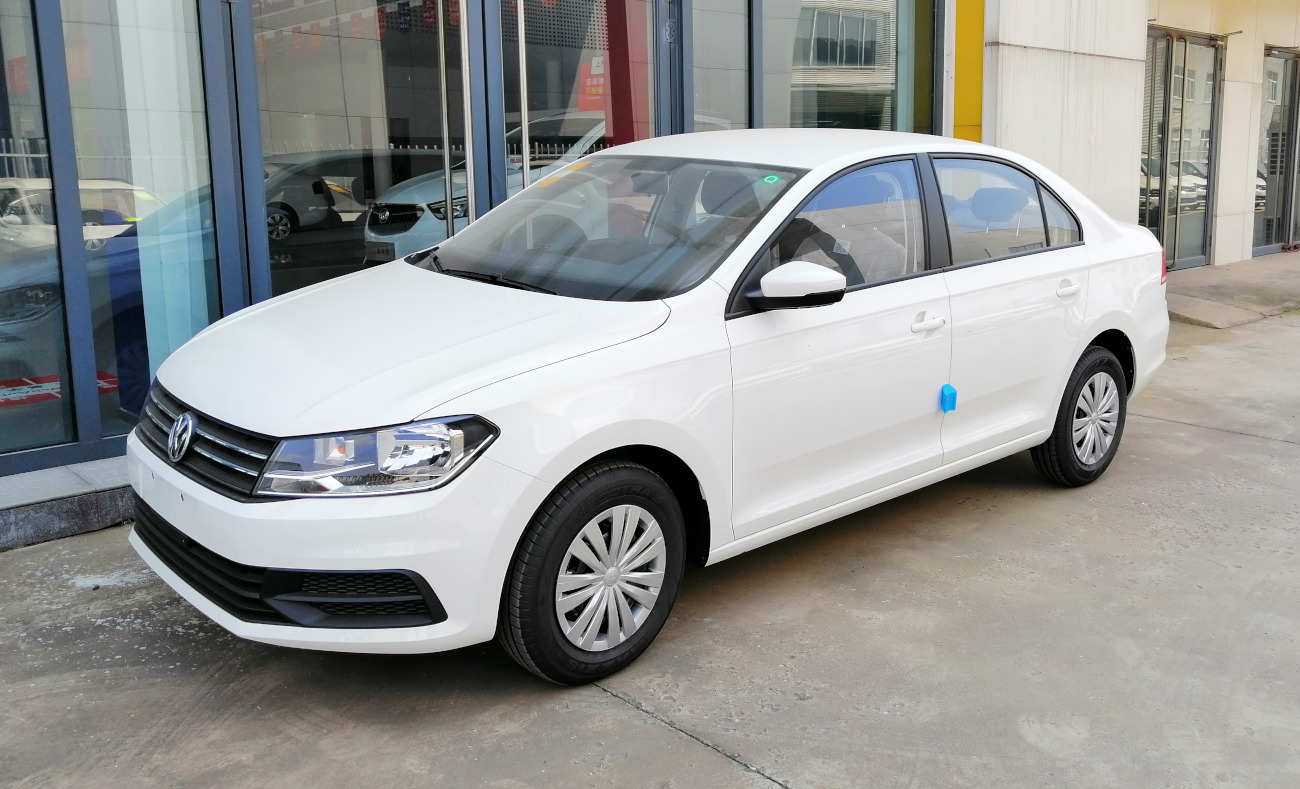
Volkswagen Santana II

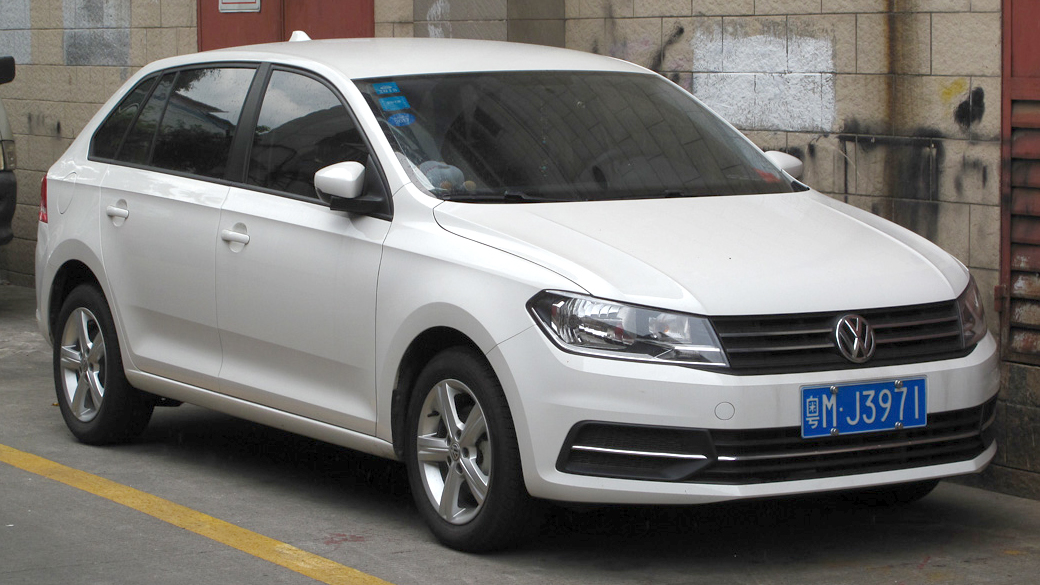
Volkswagen Gran Santana

В жовтні 2012 року в Китаї пройшла презентація нового покоління Volkswagen Santana, яке є зовсім іншою моделлю, створеною на агрегатах SEAT Toledo 4-го покоління і Škoda Rapid, однак на відміну від останніх Santana отримала кузов седан.
В 2015 році седан оновили, а також представили п'ятидверний хетчбек під назвою Volkswagen Gran Santana.

### Двигуни
- 1.4 L EA211 I4
- 1.5 L EA211 I4